# Mathilda Heine
Mathilda Heine (* 18. Februar 2009) ist eine deutsche Eishockeyspielerin, die derzeit für die Nachwuchsmannschaften des ETC Crimmitschau und die Eisbären Juniors Berlin in der DFEL spielt.

## Karriere
Heine ist die Tochter des ehemaligen Eishockeyprofis Torsten Heine. Sie begann beim ETC Crimmitschau mit dem Eishockeyspiel. Zur Saison 2023/24 wurde sie erstmals in die U18-Nationalmannschaft berufen. 2024 gewann sie mit der U16-Nationalmannschaft die Bronzemedaille bei den Olympischen Jugend-Winterspielen in Gangwon. Im Frühjahr 2025 wurde sie in den Kader der Nationalmannschaft berufen und für die Weltmeisterschaft in Budweis nominiert, bei der sie ohne Einsatz blieb.